# Hermeto Pascoal
Hermeto Pascoal OMC (Arapiraca 22 de junho de 1936) é um compositor, arranjador e multi-instrumentista brasileiro (toca acordeão, flauta, piano, saxofone e diversos outros instrumentos musicais).
Hermeto é uma figura significativa na história da música brasileira, reconhecido principalmente por suas habilidades em orquestração e improvisação, além de ser produtor musical e colaborador de diversos álbuns nacionais e internacionais. Conhecido como "O Bruxo", Pascoal frequentemente faz música com objetos não convencionais, como bules, brinquedos infantis e animais, bem como teclados, acordeão de botões, melódica, saxofone, violão, flauta, voz, vários metais e instrumentos folclóricos.Talvez por ter crescido no campo, usa a natureza como base para suas composições, como em sua Música da Lagoa, em que os músicos borbulham água e tocam flautas imersos em uma lagoa: uma emissora de televisão brasileira de 1999 o mostrou solando a certa altura, cantando em um copo com a boca parcialmente submersa na água.

## Vida e obra

### Primeiros anos
Hermeto Pascoal nasceu em 22 de junho de 1936, em Lagoa da Canoa, à época distrito de Arapiraca. Hermeto nasceu com estrabismo e é portador de albinismo, o que fez com que ele não tivesse que trabalhar na roça desde a infância por ele não poder se expor muito ao sol.
Os sons da natureza fascinaram Hermeto desde pequeno. A partir de um cano de mamona ou de jerimum (abóbora), fazia um pífano e ficava tocando para os pássaros. Ao ir para a lagoa, passava horas tocando com a água do lago. O que sobrava de material do seu avô ferreiro, ele pendurava num varal e ficava tirando sons. Até o acordeão de 8 baixos de seu pai, de sete para oito anos, ele resolveu experimentar e não parou mais. Dessa forma, passou a tocar com seu irmão mais velho José Neto, em forrós e festas de casamento, revezando-se com ele no acordeão e no pandeiro.
Mudou-se para o Recife em 1950, e foi para a Rádio Tamandaré. De lá, logo foi convidado, com a ajuda de Sivuca (acordeonista conhecido), para integrar a Rádio Jornal do Commercio, onde José Neto já estava. Formaram o trio O Mundo Pegando Fogo e, segundo Hermeto, ele e seu irmão estavam apenas começando a tocar acordeão, ou seja, eles só tocavam o acordeão de 8 baixos até então.
Porém, por não querer tocar pandeiro e sim acordeão, foi mandado para a Rádio Difusora de Caruaru, como refugo, pelo diretor da Rádio Jornal do Commercio, o qual disse-lhe que "não dava para a música". Ficou nessa rádio em torno de três anos. Quando Sivuca passou por lá, fez muitos elogios sobre o Hermeto ao diretor dessa rádio, o Luís Torres, e Hermeto, por conta disso, logo voltou para a Rádio Jornal do Commercio, em Pernambuco, ganhando o que havia pedido, a convite da mesma pessoa que o tinha mandado embora. Ali, em 1954, casou-se com Ilza da Silva, com quem viveu 46 anos e teve seis filhos: Jorge, Fabio, Flávia, Fátima, Fabiula e Flávio. Foi nessa época também que descobriu o piano, a partir de um convite do guitarrista Heraldo do Monte, para tocar na Boate Delfim Verde. Dali, foi para João Pessoa, onde ficou quase um ano tocando na Orquestra Tabajara, do maestro Gomes.
Em 1958, mudou-se para o Rio de Janeiro para tocar acordeão no Regional de Pernambuco do Pandeiro (na Rádio Mauá) e, em seguida, piano no conjunto e na boate do violinista Fafá Lemos e, em seguida, no conjunto do Maestro Copinha (flautista e saxofonista), no Hotel Excelsior. Durante muitos anos em que viveu no Rio de Janeiro, Hermeto Pascoal morou no Bairro Jabour, na zona oeste da cidade. O documentário "Hermeto Campeão", realizado em 1981 pelo cineasta húngaro-brasileiro Thomas Farkas, foi filmado na residência do músico no Bairro Jabour, local de onde saiu apenas quando mudou-se para Curitiba.

### Primeiros grupos e carreira nos Estados Unidos
Atraído pelo mercado de trabalho, transferiu-se para São Paulo em 1961. Depois de um tempo formou o grupo Som Quatro, juntamente a Papudinho no trompete, Edilson na bateria e Azeitona no baixo. Nesse período passou a dedicar-se mais aos instrumentos de sopro, sobretudo a flauta. Com este grupo gravou um LP. Em seguida integrou o Sambrasa Trio, com Cleiber no baixo e Airto Moreira na bateria. No disco do Sambrasa Trio Hermeto registrou uma composição sua intitulada Coalhada.
Com o florescimento dos programas musicais de TV nasceu o Quarteto Novo, em 1966, com Hermeto no piano e flauta, Heraldo do Monte na viola e guitarra, Théo de Barros no baixo e violão e Airto Moreira na bateria e percussão. O grupo inovou com sua sonoridade refinada e riqueza harmônica, participando de grandes festivais de música e programas da TV Record, onde acompanharam Edu Lobo na vitoriosa canção Ponteio, no Terceiro Festival de Música Popular Brasileira. Além disso, Hermeto ganhou vários prêmios como arranjador. No ano seguinte gravou o LP Quarteto Novo, pela Odeon, em que registrou suas composições O Ovo e Canto Geral, com Geraldo Vandré.
Em 1969, a convite de Flora Purim e Airto Moreira, viajou para os Estados Unidos e gravou com eles dois LPs, atuando como compositor, arranjador e instrumentista. Nesta época conheceu Miles Davis e gravou com ele duas músicas: Nem Um Talvez e Igrejinha.

### Década de 1970
De volta ao Brasil, em 1973 gravou o LP A Música Livre de Hermeto Pascoal, com seu primeiro grupo:
- Anunciação - percussão e bateria
- Nenê - bateria e piano
- Alberto - contrabaixo
- Mazinho - sax alto, sax tenor
- Hamleto - sax tenor e flauta
- Bola - sax tenor e flauta.

Em 1976 retornou aos Estados Unidos, onde gravou o álbum Slaves Mass (Missa dos Escravos) e realizou mais alguns trabalhos com Airto e Flora. No Brasil, participa do álbum Imyra, Tayra, Ipy - Taiguara, de Taiguara, álbum que seria lançado, mas recolhido das lojas pelos militares.
Em 1977 criou um grupo fixo e coeso numa sólida formação com os músicos:
- Nenê (Realcino Lima Filho) - Bateria
- Pernambuco - Percussão
- Itiberê Zwarg - Baixo
- Rose Marie Pidner- Percussão e voz
- Jovino Santos Neto - Teclados
- Cacau de Queiroz - Saxofones e flautas
- Nivaldo Ornelas - Saxofones e flautas.

Com esta formação gravou os álbuns Trindade (1977), Zabumbê-bum-á (1978) e Montreux ao vivo (1979).

### Carreira internacional

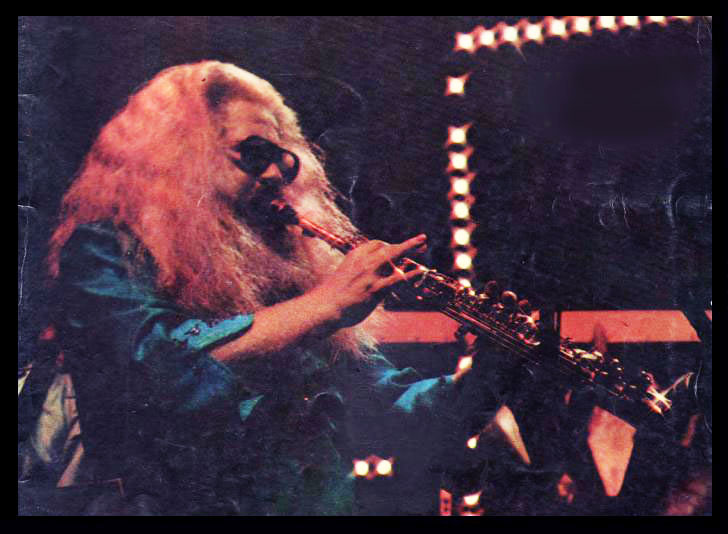
Hermeto em Buenos Aires, 1978

Desde o lançamento do clássico Slaves Mass em 1976, Hermeto começou a ter projeção internacional. Com o nome já reconhecido pelo talento, pela qualidade e por sua criatividade, tornou-se, juntamente com seu grupo, a atração de diversos eventos, como o I Festival Internacional de Jazz, em 1978, em São Paulo, contando com a participação de Chick Corea, John McLaughlin e Stan Getz, que fizeram questão de dar uma "canja" com o grupo.
No ano seguinte participou do Festival de Montreux, na Suíça, onde seu trabalho com o grupo foi ovacionado, resultando em um álbum duplo Hermeto Pascoal Montreux ao vivo, com participação do músico Nivaldo Ornellas. No entanto, um aspecto notável deste album foi que algumas músicas tiveram de ser consideravelmente editadas devido às limitações de tempo do vinil.[carece de fontes?]. A apresentação de Hermeto durante o festival foi amplamente elogiada e é considerada significativa na história de performances ao vivo de músicos brasileiros. Notavelmente, nessa mesma ocasião Hermeto teve um papel crucial na apresentação da cantora Elis Regina, que se apresentou após Hermeto. Elis era considerada uma das promessas do Festival. A dupla se uniu no palco para a execução de clássicos como Rebento, Águas de Março, Garota de Ipanema e Asa Branca só com piano e voz. A dinâmica entre a dupla acabou por gerar um momento único na história da música. O evento foi registrado para a posteridade no disco Elis Regina - Montreux Jazz Festival 1979, lançado em 1982, após a morte da cantora.
Seguiu para o Japão, onde se apresentou com o grupo no festival Live Under the Sky, com a participação de Sadao Watanabe.
Em 1979 Hermeto e grupo participam de uma turnê pela Argentina (teatro Nacional e estádio "Obras sanitárias") e sul do Brasil, juntamente com Dizzy Gillespie. Tocou em vários festivais no Brasil , como no festival de verão do Guarujá no início de 1980.

Hermeto em foto de Gert Chesi, 1982

Em março desse mesmo ano, os músicos Cacau de Queiroz e Nenê deixam o grupo e Hermeto renova sua formação; entram Marcio Bahia e Carlos Malta. Lançou o Cérebro Magnético em 1981, multiplicando suas apresentações pela Europa.
Em 1982, lançou, pela gravadora Som da Gente, o LP Hermeto Pascoal & Grupo. Em 1984, pelo mesmo selo, gravou o Lagoa da Canoa, em que registrou pela primeira vez Som da Aura com os locutores esportivos Osmar Santos  e José Carlos Araújo. Esse disco também foi em homenagem à sua localidade natal, que se elevou, então, à categoria de município e conferiu-lhe o título de "cidadão honorário". Em 1986, o Brasil Universo, também com seu grupo.
Compôs ainda a Sinfonia em Quadrinhos, apresentando-se com a Orquestra Jovem de São Paulo. Em seguida, foi para Copenhague, onde lançou a Suíte Pixitotinha, que foi executada pela orquestra sinfônica local, em concerto transmitido via rádio para todo o Rio de Janeiro.
Em 1987, lançou mais um LP, Só Não Toca Quem Não Quer, em que homenageia jornalistas e radialistas como reconhecimento pelo seu apoio ao longo da carreira. Em 1989, fez seu primeiro disco de piano solo, o LP duplo Por Diferentes Caminhos.
Em 1992, já pela Philips, gravou com seu grupo o Festa dos Deuses. Depois do lançamento, viajou à Europa para uma série de concertos na Alemanha, na Suíça, na Dinamarca, na Inglaterra e em Portugal.
Em março de 1995, apresentou uma sinfonia no Parque Lúdico do Sesc Itaquera, em São Paulo, utilizando os gigantescos instrumentos musicais do parque. No mesmo ano foi a convite da Unicef para Rosário (Argentina), onde se apresentou para duas mil crianças, sendo que seu grupo entrou para tocar dentro da piscina montada no palco a pedido dele.

### Calendário do Som
De 23 de junho de 1996 a 22 de junho de 1997, registrou uma composição por dia, onde quer que estivesse. Essas composições fazem parte do Calendário do Som, livro de 414 páginas lançado em 1999 pela Editora Senac. O objetivo é homenagear todos os aniversariantes do mundo, incluindo uma canção a mais, para os que haviam nascido em ano bissexto.
As partituras manuscritas por Hermeto foram digitalizadas fielmente por Becca Lopes, mantendo a originalidade com a qual o músico e compositor escreveu, sem qualquer tipo de alteração gráfica. Em cada uma das 366 partituras, Hermeto faz um comentário ou reflexão afetuosa sobre amigos, familiares, músicos, seu Fluminense Football Club e objetos em geral, sempre finalizando com a frase “Tudo de bom sempre”.

### Trabalhos recentes
Em 1999 lançou o CD Eu e Eles, primeiro disco do selo MEC, no Rio de Janeiro. Neste CD produzido por seu filho Fábio Pascoal, Hermeto toca todos os instrumentos.  Em 2003 lançou, com seu grupo, o CD Mundo Verde Esperança, também produzido por Fábio.
Em outubro de 2002, durante uma oficina em Londrina, conheceu a cantora Aline Morena e a convidou para se apresentar no dia seguinte com o seu grupo em Maringá. Em seguida ela o acompanhou ao Rio de Janeiro e, no fim de 2003, Hermeto passou a residir com ela em Curitiba. Assim, passou a dar-lhe noções de viola caipira, piano e percussão e, em março de 2004 estreou no Sesc Vila Mariana a sua mais nova formação: o duo Chimarrão com Rapadura (gaúcha com alagoano), formado por Hermeto e Aline Morena.
Em abril de 2004, embarcou para Londres para o terceiro concerto com a big band local. Em seguida, realizou mais alguns espetáculos solo em Tóquio e Quioto.
Em 2005 gravou o CD e o DVD Chimarrão com Rapadura com Aline Morena, além de realizar duas grandes turnês com seu grupo por toda a Europa. O CD e o DVD de Hermeto Pascoal e Aline Morena foram lançados de maneira totalmente independente em 2006.
Atualmente, Hermeto Pascoal apresenta-se com cinco formações: Hermeto Pascoal e Grupo, Hermeto Pascoal e Aline Morena, Hermeto Pascoal Solo, Hermeto Pascoal e Big Band e Hermeto Pascoal e Orquestra Sinfônica.
Lançou em 2010 o CD Bodas de Latão, em duo com Aline Morena, comemorando sete anos de união na vida e na música. Esse CD contém duas faixas multimídia.
Em 2017, lançou álbum duplo, No mundo dos sons, em julho, e outro disco em outubro, dessa vez com uma big band.

## Discografia
- Sambrasa Trio (1965)
- Quarteto Novo (1967)
- Hermeto (1972)
- A Música Livre de Hermeto Pascoal (1973)
- Slaves Mass (1976)
- Trindade: Curto Caminho Longo (1978) - (Faixa 7, "Agreste")
- Zabumbê-bum-á (1979)
- Ao Vivo Montreux Jazz Festival (1979)
- Cérebro Magnético (1980)
- Hermeto Pascoal & grupo (1982)
- Lagoa da Canoa, Município de Arapiraca (1984)
- Brasil Universo (1986)
- Só Não Toca Quem Não Quer (1987)
- Hermeto Solo - Por Diferentes Caminhos (1988)
- Festa dos Deuses (1992)
- Hermeto Pascoal/Pau Brasil - Série Música Viva, ao vivo (1993)
- Hermeto Pascoal/Renato Borghetti - CCBB, ao vivo (1993)
- O Melhor da Música de Hermeto Pascoal (1998)
- Eu e Eles (1999)
- Mundo Verde Esperança (2002)
- Chimarrão com Rapadura (2006) CD e DVD em duo com Aline Morena
- Bodas de Latão (2010) CD com duas faixas mutimídia, em duo com Aline Morena
- Hermeto Brincando de Corpo e Alma (2012) DVD solo
- No Mundo dos Sons (2017) CD duplo[8]
- Natureza Universal - Hermeto Pascoal e Big Band (2018)
- Pra você, Ilza (2024)

## Prêmios e indicações

### Troféu APCA
| Ano  | Categoria                        | Indicação       | Resultado |
| ---- | -------------------------------- | --------------- | --------- |
| 1973 | Melhor Solista de Música Popular | Hermeto Pascoal | Venceu    |

### Grammy Latino
| Ano  | Categoria                                             | Indicação                                     | Resultado |
| ---- | ----------------------------------------------------- | --------------------------------------------- | --------- |
| 2019 | Melhor Álbum de Música de Raízes em Língua Portuguesa | Hermeto Pascoal e Sua Visão Original do Forró | Venceu    |